# Dubioza Kolektiv
Dubioza Kolektiv (també conegut simplement com a Dubioza ) és una banda de música hip-hop, reggae, dub, rock i folklore, de lletres crítiques. Es fundà a Bòsnia i Hercegovina l'any 2003 per Adis Zvekić i Almir Hasanbegović, Brano Jakubović i Vedran Mujagić; reconeguda internacionalment per la llarga trajectòria de compromís social i amb la cultura local que transmeten les seves lletres i estil musical.

## Història
Els orígens musicals dels fundadors se situen als soterranis que servien com a refugi durant la guerra de Bòsnia. Prèviament formaven part de les bandes bosnianes de la postguerra Gluho doba against Def Age de la ciutat de Zenica i la banda de Sarajevo anomenada Ornamenti. A més, és un projecte musical al qual s'han sumat nombrosos artistes bosnians de manera esporàdica com Alan Hajduk (2004- 2005) i Adisa Zvekic (2004-2008) com a cantants, Emir Alic (2004-2007) i Orhan Maslo (2006-2011) amb la percussió i Armin Bušatlić amb la guitarra. Més tard, han comptat amb la col·laboració del bateria Senad Šuta i l'enginyer de so Dragan Jakubović, els quals encara en formen part. Dubioza kolektiv inicialment també comptava amb una veu femenina, però la cantant, Adisa Zvekić, finalment va deixar el grup per seguir una carrera en solitari. Les actuacions del grup han estat multilingües (bosnià i anglès) des dels seus inicis.
El cantant Adis Zvekić va declarar que va crear una banda que va servir com a precursora de Dubioza el 1993, quan tenia 13 anys. A causa de la guerra de Bòsnia, no hi havia electricitat; la banda es reunia al vespre i feia sessions de jam sessions a les fosques. Tots els membres de la banda declaren tenir antecedents obrers, ja que eren fills d'obrers i camperols.
Tot i que el grup va considerar competir per representar Bòsnia al Festival de la Cançó d'Eurovisió, finalment van decidir no fer-ho, ja que haurien de signar un contracte que els obligava a abstenir-se de fer cap declaració política. En canvi, van gravar i publicar una cançó molt crítica i política: "Euro song".
Van entrar al panorama musical l'any 2004 amb el seu primer EP Open Wide i l'àlbum d'estudi que portava el seu nom, Dubioza Kolektiv. No va ser, però, fins a les eleccions generals de Bòsnia de l'any 2006 (tutelades per la missió de pau de les Nacions Unides enmig d'un clima de tensió) que van esdevenir un referent en les protestes socials bosnianes, quan van donar suport al moviment civil Dosta! organitzant un concert de protesta multitudinari. Aquest lideratge social es va confirmar amb la publicació del seu quart àlbum, Firma Ilegal (2008)', enfront del Parlament Bosnià com a protesta en contra de la corrupció del govern i el suport sistemàtic que en rebia dels mitjans nacionals de comunicació de masses; d'aquest disc destaquen les cançons Blam i Oni Dolaze. Finalment, el seu involucrament habitual en les protestes de caràcter polític, una constant discografia de qualitat, la composició de bastantes cançons en anglès, i el lideratge d'una xarxa de concerts a tot el país que van tenir lloc el dia de les eleccions generals de 2010 com a campanya per atraure la participació dels joves en aquests comicis; van catapultar el reconeixement internacional en mitjans com Time Magazine o BBC.

## Estil
L'estil de la banda bosniana no atén a una única classificació, ja que els diversos gèneres musicals en què s'adscriuen depenen dels ritmes, lletres i instruments presents en cada cançó o àlbum. Així doncs, inicialment partí d'un estil més electrònic i reggae, per endinsar-se més tard en sons del rock, del hip-hop i l'ska, sempre atenent a lletres amb missatges d'alt contingut social i polític crític; amb melodies instrumentals i de veu pròpies de la música balcànica. Tot i això, recentment aquesta influència Balcànica ha adquirit encara més protagonisme com per exemple als àlbums Wild, Wild, East o Apsurdistan.
Els instruments presents en la banda són la guitarra elèctrica, el baix elèctric, saxofon, bateria, taula de mescles i samples, i veus.

## Llegat
Les contribucions de la banda bosniana han estat nombroses. Per una banda, han introduït influències balcàniques en els diversos gèneres que aplega com el rock, l'ska i el reggae.

### Compromís social
Per una altra banda, són coneguts per la vinculació als moviments socials i de protesta a Bòsnia i Hercegovina (vegeu història) donant veu a les problemàtiques de la societat bosniana, d'igual manera que han contribuït a reivindicar a la resta del món la vida i cultura dels Balcans més enllà dels abusius estereotips mediàtics. La seva gran acceptació a escala estatal i internacional també es deu als temes de les seves cançons compromeses amb la pau, entesa i tolerància així com extremes crítiques al nacionalisme i a la injustícia a través de contundents lletres tant en anglès com en serbobosnià recolzades pel que ells anomenen l'autoritat de l'experiència directa.
El grup també ha adoptat una imatge distintiva a l'escenari, amb vestimenta groc-negra plena dels logotips de la banda, del paper de fumar Ziggi i de The Pirate Bay, una coreografia escènica ajustada, actuacions animades i entremaliades, i interacció proactiva amb el públic.
Dubioza ha dedicat múltiples concerts a causes benèfiques i ha donat els guanys, incloent-hi a les víctimes de les inundacions del sud-est d'Europa del 2014 a Bòsnia i a l'escola infantil Mostar Rock.Dubioza ha dedicat múltiples concerts a causes benèfiques i ha donat els guanys, incloent-hi a les víctimes de les inundacions del sud-est d'Europa del 2014 a Bòsnia i a l'escola infantil Mostar Rock.

### Seguidors i suports
Actualment tenen més de 114.000 seguidors en el seu canal de Youtube amb vídeos que superen els 13 milions de visualitzacions. En el present any de 2015, acaben de publicar el seu segon EP, Happy Machine, amb el qual han augmentat la seva popularitat. En aquest recopilatori dediquen la cançó Freemp3 (The Pirat Bay Song) en solidaritat als responsables del cercador web The Pirate Bay empresonats per la justícia danesa i sueca; als quals rendeixen tribut en el seu videoclip oficial. A més en aquest EP destaca la col·laboració de la banda catalana La Pegatina en el tema Hay Libertad.

## Premis i participacions importants
La banda ha tocat als festivals de música:
- Nilüfer Müzik Festivali, Turquia (2015)
- Glastonbury, Anglaterra (2015) [33][34]
- Viñarock, Espanya (2015)
- Festival Le Chien à Plumes, França (2014)
- Sziget Festival, Hongria (2005, 2012, 2013)
- Soča Reggae Riversplash festival, Eslovènia (2005)
- Exit Festival Sèrbia (2005, 2009, 2013)
- Eurosonic Festival, Holanda (2005)
- INmusic Festival, Croàcia (2010, 2011)
- Topvar Rock Festival, Eslovàquia (2005, 2006)
- Barevná planeta festival, República Txeca (2005)
- Rototom Festival, Espanya (2006)
- Colors of Ostrava Festival, República Txeca (2006)
- Green Valley Festival, Àustria (2006)
- Fête de l'Humanité, França (2006)
- Barbakan festival, Eslovàquia (2007)
- Taksirat Festival, Macedònia (2007, 2010, 2013)
- D Festival, Macedònia (2013)
- Beer Festival Prilep, Macedònia (2009)
- Pohoda festival, Eslovàquia (2010)
- Vrbovské Vetry, Eslovàquia (2011)
- Hıdrellez Parkorman 2012, Turquia (2012)
- Festival du Bout du Monde, França (2012)
- Bucovina Rock Castle, Rumania (2012, 2015)
- Festival Terre de Couleurs, França (2012)
- Fête de la Bohème, França (2012)
- Przystanek Woodstock, Polònia (2012)
- Festival Músicas do Mundo, Portugal (2012, 2013)
- Sabotage Festival, Rumania (2013)
- Rock al Parque, Bogotá, Colòmbia (2013)
- Roskilde Festival, Dinamarca (2013)
- Pohoda festival, Eslovàquia (2013)
- Demofest, Bòsnia i Hercegovina (2013)
- Belgrade Beer Festival, Sèrbia (2011, 2013)
- Lowlands, Holanda (2013)
- Festival of youth of SYRIZA, Grècia (2013)
- Paaspop, Holanda (2014)
- Castañazo Rock, Galícia (2014)
- Musicalarue, les landes, França (2014)
- Festival Esperanzah, El Prat de Llobregat, Catalunya (2015)
- South by Southwest del 2016, marcant el seu debut als Estats Units.[35][36]

## Discografia

### Àlbums d'estudi
- Dubioza kolektiv (2004)
- Dubnamite (2006)[37]
- Nepopularni Singlovi (2007)
- Firma Ilegal (2008) va ser el primer àlbum on totes les lletres estaven escrites en bosnià. L'àlbum aborda la situació social i política i l'economia de transició a les societats balcàniques, parlant de corrupció, privatització vs. propietat social i l'oligarquia política oportunista.[38][39][40]
- 5 do 12 (2010) va ser el primer que es va publicar en línia completament i es va poder descarregar gratuïtament. L'àlbum va comptar amb el vocalista de l'orquestra Plavi, Saša Lošić, i el grup de ska punk macedoni Superhiks. El CD també va incloure remescles de les cançons d'altres artistes i enregistraments de les sessions de l'MTV Live @ Skirlibaba Studio. El treball va continuar pel camí marcat per Firma ilegal, amb lletres socialment crítiques escrites en bosnià.[41][42][43]
- Wild Wild East (2011) va ser el primer àlbum publicat per a un públic/mercat internacional, marcant l'entrada del grup a l'escena internacional uns 8 anys després de la seva fundació.[44] L'àlbum satiritza una sèrie de temes, incloent-hi la manera com l'Europa Occidental mira Bòsnia i Hercegovina a "Euro Song", el capitalisme a "Making Money" i la falsedat que hi ha darrere de les promeses fetes pel Somni Americà a "USA".[45]
- Apsurdistan (2013) inclou 13 cançons.[46]
- Happy Machine (2016) Les lletres de les cançons de l'àlbum Happy Machine es van escriure en resposta a esdeveniments que van tenir lloc durant els dos anys anteriors a la seva publicació, com ara les protestes de Gezi Park, el judici de The Pirate Bay i la crisi dels refugiats europeus, i van comptar amb la col·laboració de nombrosos artistes d'arreu del món, amb lletres en anglès, castellà, panjabi i italià. El títol de l'àlbum és una al·lusió a l'aparell de destil·lació improvisat que s'utilitza per destil·lar rakija, una varietat de licor il·legal popular a nivell regional. La beguda també s'esmenta a la cançó "No Escape (from Balkan)", i un plànol de l'artefacte de destil·lació també apareix a la portada de l'àlbum (en protesta per les noves regulacions de la UE que exigeixen un permís fins i tot per a la producció d'alcohol a petita escala destinada a ús domèstic).[47]

### EP
- Open Wide (EP) (2004)[48]
- Happy Machine (EP) (2014)

### Vídeos
- Bring the System Down (2004)
- Be Highirly (2004)
- Bosnian Rastafaria (2005)
- Ovo je zatvor (2005)
- Receive (Live) (2006)
- Wasted Time (2006)
- Triple Head Monster (2007)
- Svi u štrajk (2007)
- Šuti i trpi (2008)
- Walter (2010)
- Kokuz (2010)
- Making Money (2011)
- Kažu (2013)
- U.S.A. (2013)
- No Escape (from Balkan) (2014)
- Free.mp3 (The Pirate Bay Song) (2015)